# Hatifnats
Hatifnats – polski zespół indierockowy założony w Warszawie w 2006 roku.
Nazwa grupy pochodzi od Hatifnatów – postaci występujących w bajkach o Muminkach.

## Skład
- Michał Pydo – śpiew, gitara
- Mariusz Leśniewski – perkusja
- Adam Jedynak – gitara basowa

## Historia
Pierwsze demo zespołu ukazało się w marcu 2007 roku. Pierwsza trasa koncertowa rozpoczęła się miesiąc po premierze dema, a więc w kwietniu 2007. W połowie sierpnia zespół pokazał się na mysłowickim Off Festivalu. W lipcu 2008 Hatifnats wystąpił na kolejnych trzech ważnych festiwalach: gdyńskim Open’er Festival, węgorzewskim Union of Rock oraz Jarocin Festival. 8 sierpnia 2009 roku zespół ponownie zagościł na jednej ze scen Off Festivalu. Jego wydany w 2009 debiutancki album Before It Is Too Late bywał nazywany najbardziej oczekiwanym debiutem w 2009 roku. Grupa była nominowana do Paszportu „Polityki” (za rok 2009). 
W 2010 utwór Waking in the Dark znalazł się na czteropłytowym albumie Polski Top Wszech Czasów dziennikarzy Programu Trzeciego Polskiego Radia (płyta otrzymała status „platynowej”).

## Dyskografia

### Albumy studyjne
- Before It Is Too Late (2009)

### Single
- Horses from Shellville (2009)